# Le Chien des Baskerville (jeu vidéo)
Pour les articles homonymes, voir Le Chien des Baskerville (homonymie).
Le Chien des Baskerville est un jeu vidéo de type casual (orienté « objets cachés ») développé par Frogwares, inspiré du roman éponyme d'Arthur Conan Doyle, Le Chien des Baskerville.
Le jeu est d'abord sorti en téléchargement le 11 novembre 2010 sur la plate-forme Big Fish Games avant d'être édité sur support CD au printemps 2011. Dans la version CD, le développeur indiqué est « Waterlily Games », qui est la filiale de Frogwares créée début 2011 et spécialisée dans les jeux « casual ».
Deux versions du jeu existent : la version « simple » et la version « Director's Cut » aussi désignée comme « Édition Collector ». Cette seconde version comporte toute une séquence de jeu supplémentaire à la fin de l'intrigue ainsi que des « bonus » (fonds d'écran, roman complet en anglais du Chien des Baskerville en PDF dans les dossiers d'installation du jeu, ...).

## Trame
L'aventure se déroule en 1885. Charles Baskerville vient de mourir de manière brutale, visiblement attaqué par une bête féroce. La famille Baskerville semble être soumise à une malédiction depuis plusieurs générations, chacun de ses membres étant mort de manière similaire auparavant. Sir Henry Baskerville, le neveu de Charles, souhaite comprendre ce qu'il en est véritablement, et engage pour cela le détective Sherlock Holmes, qui vient au manoir des Baskerville pour mener l'enquête avec son ami le Docteur Watson.
Au cours de ses recherches, Holmes découvre dans le manoir les pièces où les différents membres de la famille Baskerville ont vécu au cours des précédentes décennies. Dans presque chaque pièce, Holmes parvient à remonter le temps pour découvrir la scène du meurtre de chaque membre, remontant parfois jusqu'à plus d'un siècle en arrière. Les liens familiaux entre les différents Baskerville sont particulièrement mis en avant tout au long de l'intrigue et correspondent en partie au liens familiaux indiqués dans l’œuvre originale de Conan Doyle.
Le joueur apprend dès le début de l'intrigue que Hugo Baskerville (1680-1720), un homme mauvais, a sombré dans la folie et a assassiné sa femme Clarissa sans raison (cinématique d'introduction). Le joueur apprend par la suite dans la version « Director's Cut » que Hugo, qui éprouvait des sentiments non réciproques envers Clarissa avant leur union, a décidé de faire un pacte avec le diable lui-même pour que Clarissa tombe amoureuse de lui, ce qui a fonctionné. Cependant, ne voulant pas ensuite rejoindre le diable, Hugo est parvenu par un processus de magie noire à séparer son âme de son corps de manière que le diable ne puisse emporter que son corps, tandis que son âme restait contenue dans un médaillon (à l'instar de Lord Voldemort qui réalise des horcruxes dans les aventures de Harry Potter). Comprenant qu'il s'était fait duper, le diable a alors lâché une bête féroce (le fameux chien des Baskerville) de manière régulière sur les différents membres de la famille pendant plusieurs générations jusqu'à ce que Holmes mette un terme à cela.

## Système de jeu
Comme pour la plupart des jeux casual d'objets cachés, Le Chien des Baskerville contient de nombreuses séquences où le joueur a pour seul but de trouver des objets cachés dans des décors en 2D à l'aide de sa souris. Très fréquemment, le joueur doit résoudre des mini-jeux (« énigmes ») permettant d'ouvrir des portes du manoir, des coffres, etc.
Un système d'aide est omniprésent et permet au joueur de se débloquer facilement lorsque celui-ci est « bloqué », notamment en indiquant à l'écran un objet caché dans le décor que le joueur n'aurait pas vu. Il est aussi possible de passer des énigmes jugées trop difficiles par le joueur.
Au cours de l'aventure, le joueur peut gagner des récompenses (quête facultative) s'il parvient à réaliser certaines tâches plus ou moins faciles, comme trouver 3 objets cachés en moins de 3 secondes dans un décor, terminer plusieurs scènes d'objets cachés d'affilée en moins de 3 minutes chacune, etc.

## Réception
Le Chien des Baskerville a été bien accueilli par les amateurs du genre, et s'est vu attribuer le « Best Story of 2010 Award » par Big Fish Games, dont le panel de choix était uniquement constitué de jeux casual.